# Iemereana-Cristo
Iemereana-Cristo (Yemrehana Krestos), chamado Abraão por Francisco Álvares, foi negus (rei) do Reino Zagué que reinou em período incerto no século XII.

## Vida
Segundo Taddesse Tamrat, Iemereana era filho de Germa Seium, irmão de Tentauidim; no entanto, o estudioso italiano Carlo Conti Rossini publicou em 1902 um documento que afirmava que foi o sucessor de Neacueto-Leabe e então sucedido por Ietbaraque. De acordo com um manuscrito que Pero Pais e Manuel de Almeida viram em Axum (onde é chamado "Inra"), governou por 40 anos, um número suspeito e redondo.
Taddesse Tamrat o descreve como negus mais próximo de um padre, observando que insistia em governar o país de acordo com os cânones apostólicos. Stuart Munro-Hay especula que "a descrição de Abu Sale dos reis da Abissínia como sacerdotes poderia ter sido baseada em informações sobre esse governante que havia chegado ao Egito." Francisco Álvares também registrou a tradição de que foi Iemereana quem iniciou a tradição de confinar os herdeiros rivais ao trono imperial em Amba Gexém.
Iemereana é creditado com a construção de uma igreja de pedra construída no estilo axumita, que leva seu nome. Localizada a 20 km a nordeste de Lalibela, a Igreja de Iemereana-Cristo foi construída numa grande caverna voltada para nordeste, no lado oeste do Monte Abuna Yosef. Até à construção de uma estrada em 2000, de acordo com David Phillipson, essa igreja só era alcançável após "a árdua jornada de um longo dia a pé ou de mula.